# Viktor Andriyovych Yushchenko
Viktor Andriyovych Yushchenko (tiếng Ukraina: Ющенко Віктор Андрійович) là một chính khách Ukraina. Ông đắc cử Tổng thống Ukraina vào năm 2004. Ông trở thành tổng thống thứ ba của quốc gia này kể từ khi Liên Xô sụp đổ. Theo nhiều nguồn tin, ông bị nhiễm chất độc dioxin.
Trước đây ông từng đảm nhiệm nhiều vị trí quan trọng như: Chủ tịch ngân hàng nhà nước Ukraina, Thủ tướng Ukraina. Ông được biết đến nhiều sau sự kiện Cách mạng Cam.